# رضات الوالدين
رضات الوالدين هو فيلم تلفزي مغربي من إخراج إبراهيم الشكيري سنة 2017، وبطولة كل من ياسين أحجام، نعيمة المشرقي، صلاح الدين بنموسى، حنان الإبراهيمي، هشام الوالي، ثريا العلوي، هشام بهلول، كليلة بونعيلات، وآخرون.
يتطرق الفيلم لقضية عقوق الوالدين.

## القصة
يحكي الفيلم قصة معاناة أبوين بعدما انقلبت حياتهما رأسا على عقب إثر قرار تفويت الوالد كافة ممتلكاته لنجليه، لتتحول أوضاع الوالدين المستقرة إلى توترات متواصلة بعدما اضطرا إلى مغادرة بيت الزوجية والانفصال عن بعضهما البعض، لتعيش الوالدة مع الابن البكر فيما يستقر الوالد مع ابنه الأصغر.
ومن هناك يعيش الوالدان سيلا من المشاكل مع زوجتي ابنيهما، ليقررا في نهاية المطاف الرحيل والتوجه للاستقرار في دار المسنين، حيث ستدور فصول أخرى من الحكاية بظهور شخصية الابن الثالث بالتبني، الذي عاد مجددا إلى المغرب بعد استقراره لسنوات في العاصمة الفرنسية باريس.
وبعودة الابن بالتبني بناء على رغبة زوجته في إيجاد عمها المختفي منذ عقود، تتغير الأحداث، حيث ستقود رحلة بحث الزوجة إلى اكتشاف مقر الوالدين الكفيلين ولم شملهما بابنهما المتبنى، كما ستكتشف الزوجة أن الوالد الكفيل هو في ذات الوقت عمها.

## روابط خارجية
- رضات الوالدين على موقع قاعدة بيانات الأفلام العربية

- «رضات الوالدين».. فيلم تلفزيوني يستحق التنويه